# 33 TCN
Năm 33 TCN là một năm trong lịch Julius. 

## Sinh
== Mất == chúa Giêsu hi sinh trên hập giá